# U 453
U 453 war ein deutsches U-Boot vom Typ VII C der Kriegsmarine.

## Geschichte

### Bau und Indienststellung
Die Kiellegung von U 453 war am 4. Juli 1940 auf der Werft der Deutschen Werke in Kiel. Der Stapellauf war am 30. April 1941. Die Indienststellung des Bootes erfolgte am 26. Mai 1941. Das U-Boot wurde der 7. U-Flottille, die ihren Heimatstandort in Kiel hatte, als Ausbildungsboot zugeteilt.
U 453 war das Paten-U-Boot der Stadt Nürnberg und trug das Wappen der Stadt am Turm.

### Verbandszugehörigkeit
- Im November desselben Jahres wurde das Boot der 7. U-Flottille in Saint-Nazaire zugeteilt und als Frontboot eingesetzt.
- 29. U-Flottille

### Einsätze
Die Besatzung von U 453 nahm an insgesamt 18 Feindfahrten teil. Am 12. November 1941 verließ das Boot den Kieler Stützpunkt mit dem Ziel St. Nazaire. Nach einem kurzen Aufenthalt im Nordatlantik glückte am 9. Dezember 1941 der Gibraltar-Durchbruch. Nach weiteren Aktivitäten im Mittelmeer lief das Boot am 17. Dezember 1941 in La Spezia ein. Bis zum Verlust des Bootes sollte das Mittelmeer der Einsatzbereich bleiben.

### Angriffe auf das Boot
Am 12. Dezember 1942 wurde das Boot mit Wasserbomben angegriffen. Trotz erheblicher Schäden am Boot konnte am 13. Dezember 1942 noch das spanische Motortankschiff Badalona mit 4.202 BRT versenkt werden. Am 17. Dezember 1942 lief das Boot in La Spezia ein.
Am 24. April 1943 wurde das Boot von einer Lockheed Hudson angegriffen. Dieser Angriff konnte durch den Abschuss der Maschine erfolgreich abgewehrt werden.
Am 4. Februar 1944 wurde U 453 erneut aus der Luft angegriffen. Inzwischen war die 2-cm-FlaK durch die stärkere 3,7-cm-Flak ersetzt worden. Diesmal handelte es sich um eine Lockheed P-38 Lightning; auch diese Maschine wurde abgeschossen.

### Verbleib
Am 30. April 1944 verließ U 453 den Hafen von Salamis. Das Operationsgebiet dieser Feindfahrt war das Ionische Meer nordöstlich von Kap Spartivento. Hier operierte das Boot im Marine-Planquadrat CJ 99 auf den Geleitzug HA-43. Am 19. Mai 1944 wurde der britische Dampfer Fort Missanabie (Lage) mit 7147 BRT versenkt.

### Versenkung
Am Morgen des 20. Mai 1944 wurde das Boot von Zerstörern der Geleitzugsicherung von HA-43 aufgespürt. Diese waren die britischen Schiffe HMS Termagant, HMS Tenacious und HMS Liddesdale. Im viertelstündigen Abstand wurde U 453 mit Wasserbomben angegriffen. Am 21. Mai 1944 gegen 00:30 Uhr waren die Batterien erschöpft, sodass eine Unterwasserfahrt unmöglich wurde. Das Boot musste auftauchen. Kampfhandlungen seitens des deutschen U-Bootes waren nicht mehr möglich, da sämtliche Waffensysteme ausgefallen waren. Nach dem Auftauchen wurde das Boot sofort von den britischen Zerstörern beschossen. Der Kommandant gab den Befehl zum Verlassen des Bootes. Bis auf den Leitenden Ingenieur, den Zentralemaat und den Obermaschinisten blieb keiner mehr an Bord. Nach dem Öffnen der Flutventile verließen auch diese das Boot. U 453 sank auf der Position 38° 13′ N, 16° 36′ O.
Nachdem das Boot gesunken war, stellten die britischen Zerstörer das Schießen ein. Bei der Beschießung von U 453 wurde ein Matrosenobergefreiter verwundet. Über sein Verbleib ist nichts bekannt. Wahrscheinlich ist er ertrunken.
Nachdem die Überlebenden von den britischen Schiffen aufgenommen worden waren, erfolgte in Oran die Übergabe an die US-amerikanische Armee. Bis auf zwei Mann kamen alle Besatzungsmitglieder in die USA.